# Кротоне
Кротоне (італ. Crotone, сиц. Cutroni) — місто та муніципалітет в Італії, у регіоні Калабрія, столиця провінції Кротоне. Антична назва — Кротон.
Щорічний фестиваль відбувається 9 жовтня. Покровитель — San Dionigi.

## Географія
Кротоне розташоване на відстані близько 510 км на південний схід від Рима, 50 км на північний схід від Катандзаро.

## Історія
Місто заснованане греками у 708 році до нашої ери. Стародавнє місто займало пагорб, де згодом виник традиційний для еллінських полісів акрополь.

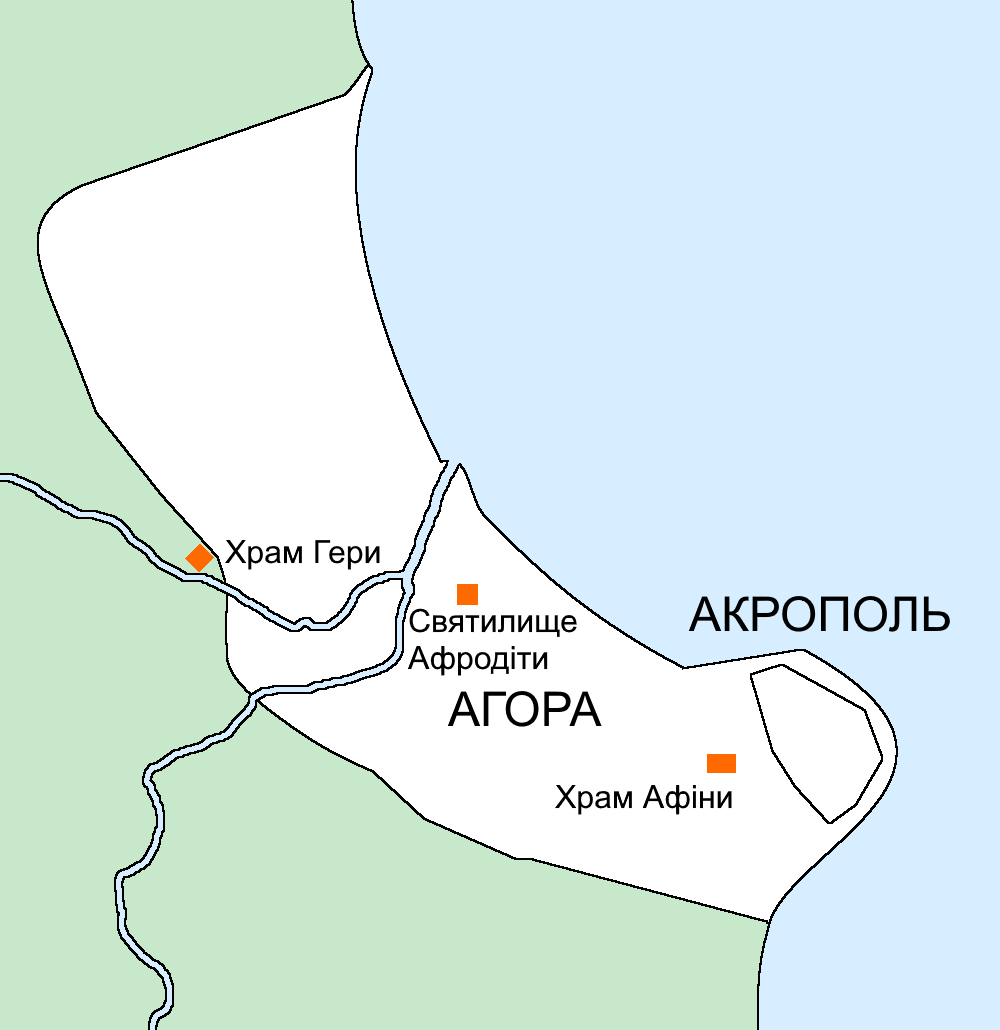
Мапа Кротона у класичні часи

Містяни Кротоне славилися в Елладі мистецтвом лікування. Демокед з Кротоне згаданий Геродотом як «лікар, який перевершував мистецтвом всіх своїх сучасників». 

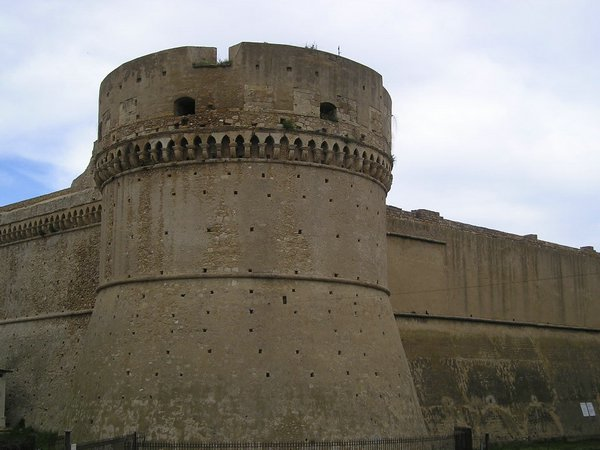
Замок Карла V

У 530 році до н. е. Піфагор заснував в Кротоні філософсько-етичну школу. У 510 році до н. е. Мілон Кротонський розгромив головного суперника Кротоне — місто Сибаріс. Незабаром після цього була встановлена тиранія Клиния. Піфагорійці покинули Кротоне, і на зміну тиранії прийшло народовладдя. Під кінець VI століття до нашої ери Кротон на короткий час став наймогутнішим містом Великої Греції.
До IV століття до нашої ери намітилися ознаки кризи. У 379 році до н. е. Кротоне на 12 років перейшло під владу сиракузского тирана Діонісія I. У 295 році до н. е. в Кротоне правив тиран Менедем, який був вигнаний Сиракузьким царем Агафоклом, після чого місто ненадовго увійшов до складу його Сіракузької держави.
Місто значно ослаб внаслідок Піррової війни, і потрапило під владу Риму.
Під час Другої Пунічної війни у 215 році до н.е. Кротоне був захоплений союзниками Ганнібала Барки, і таким чином, тимчасово контролювався карфагенської армією.
Саме з Кротоне у 203 році до н.е. Ганнібал Барка переправився в Африку, коли потрібно було захистити Карфаген.
У 194 році до н.е. місто стало римською колонією.
Після розвалу Римської імперії місто належало Візантії.
Близько 550 року місто обложив король остготів Тотіла.
У 870 році Кротон був розграбований сарацинами.

## Клімат
| Клімат Кротоне                             | Клімат Кротоне | Клімат Кротоне | Клімат Кротоне | Клімат Кротоне | Клімат Кротоне | Клімат Кротоне | Клімат Кротоне | Клімат Кротоне | Клімат Кротоне | Клімат Кротоне | Клімат Кротоне | Клімат Кротоне | Клімат Кротоне |
| Показник                                   | Січ.           | Лют.           | Бер.           | Квіт.          | Трав.          | Черв.          | Лип.           | Серп.          | Вер.           | Жовт.          | Лист.          | Груд.          |                |
| Абсолютний максимум, °C                    | 21,0           | 22,0           | 25,2           | 26,2           | 33,0           | 43,0           | 42,2           | 42,0           | 38,6           | 31,8           | 25,4           | 22,4           |                |
| Середній максимум, °C                      | 12,9           | 13,0           | 14,9           | 17,4           | 22,6           | 27,5           | 30,6           | 30,4           | 26,6           | 21,6           | 16,9           | 13,8           |                |
| Середня температура, °C                    | 9,2            | 9,2            | 10,8           | 12,9           | 17,4           | 21,8           | 25,0           | 25,1           | 21,9           | 17,7           | 13,3           | 10,3           |                |
| Середній мінімум, °C                       | 5,6            | 5,5            | 6,7            | 8,4            | 12,2           | 16,1           | 19,4           | 19,9           | 17,2           | 13,8           | 9,6            | 6,7            |                |
| Абсолютний мінімум, °C                     | −6,2           | −2,8           | −1,6           | 0,8            | 3,6            | 8,2            | 10,0           | 11,6           | 9,0            | 4,0            | 1,0            | −1,4           |                |
| Середня кількість сонячних годин на місяць | 130,2          | 138,3          | 170,5          | 195,0          | 251,1          | 279,0          | 313,1          | 291,4          | 231,0          | 189,1          | 144,0          | 117,8          |                |
| Норма опадів, мм                           | 96.2           | 87.1           | 94.1           | 52.7           | 24.7           | 5.2            | 11.9           | 24.0           | 53.9           | 115.8          | 116.2          | 109.8          |                |
| Днів з опадами                             | 8,0            | 7,4            | 7,0            | 5,8            | 4,0            | 1,3            | 1,1            | 2,2            | 3,8            | 6,5            | 7,4            | 8,5            |                |
| Вологість повітря, %                       | 75             | 73             | 72             | 72             | 68             | 62             | 57             | 62             | 64             | 74             | 78             | 75             |                |
| ------------------------------------------ | -------------- | -------------- | -------------- | -------------- | -------------- | -------------- | -------------- | -------------- | -------------- | -------------- | -------------- | -------------- | -------------- |

## Демографія
Населення — 61 131 особа (2014).
Населення за роками:

Станом на 1 січня 2023 року в муніципалітеті офіційно проживали 2882 іноземці з 98 країн, серед них 710 громадян країн Євросоюзу та 302 громадяни України.

## Уродженці
- Алкмеон Кротонський — давньогрецький філософ та теоретик медицини.
- Астіл Кротонський — давньогрецький атлет.
- Гіппас Метапонтський — давньогрецький філософ-піфагорієць, математик, теоретик музики.
- Демокед — давньогрецький лікар.
- Евріт — давньогрецький філософ.
- Мілон Кротонський — давньогрецький спортсмен та воєначальник.
- Філолай — давньогрецький філософ.
- Вінченцо Яквінта — колишній італійський футболіст.

## Сусідні муніципалітети
- Кутро
- Ізола-ді-Капо-Риццуто
- Рокка-ді-Нето
- Скандале
- Стронголі

## Міста-побратими
- Янниця, Греція (2010)
- Порту, Греція (2010)
- Гамм, Німеччина (2013)